# 葉九條
有關和平統一臺灣的九條方針政策，俗稱葉九條，由中華人民共和國全國人民代表大會常務委員會委員長葉劍英於1981年10月1日向新華社記者提出，作為與在台灣的中華民國政府談判的基礎。為中国大陆對台湾政策文件之一。

## 背景
葉九條是中國為防止美國售予臺灣FX戰機所提出的和平攻勢。

## 内容
葉九條內容如下：
1. 中國國民黨與中國共產黨兩黨可以對等談判；
2. 雙方在通郵、通商、通航、探親、旅遊及開展學術、文化、體育交流達成協議；
3. 統一後的臺灣可保留軍隊，作為特別行政區，享有特別自治權；
4. 臺灣社會、經濟制度、生活方式與同其他外國的經濟、文化關係不變；私人財產、房屋、土地、企業所有權、合法繼承權和外國投資不受侵犯；
5. 臺灣政界領袖可擔任全國性政治機構領導，參與國家管理；
6. 臺灣地方財政有困難時，可由中央政府酌予補助；
7. 臺灣人民願回大陸定居者，保證妥善安排、來去自如、不受歧視；
8. 歡迎臺灣工商界人士到大陸投資，保證合法權益與利潤；
9. 歡迎臺灣各界人士與團體，提供統一的建議，共商國事。

## 意义
一般認為，葉九條已經包括了往後一國兩制的基本意涵。1984年二月，鄧小平在會見美國國際關係專家布里辛斯基時，即是在葉九條的基礎上談到了「一個國家、兩種制度」的構想，並在同年第六屆人大二次會議中由時任國務院總理趙紫陽正式提出一國兩制的表述。